# 中华人民共和国图书交易博览会
中华人民共和国图书交易博览会（The National Book Fair），又称全国图书交易博览会，于2007年在重庆市举办的第十七届全国书市更名而来。由国家新闻出版署和举办地政府共同主办，举办周期为每年一次。

## 历届博览会举办情况
| 届数       | 举办时间                | 主办城市     | 主题                       | 主会场                     | 分会场                               |
| ---------- | ----------------------- | ------------ | -------------------------- | -------------------------- | ------------------------------------ |
| 第一届     | 1980年10月7日-10月21日  | 北京         |                            |                            |                                      |
| 第二届     | 1989年10月9日-10月22日  | 北京         |                            |                            |                                      |
| 第三届     | 1990年8月30日-9月11日   | 上海         |                            | 上海展览中心               |                                      |
| 第四届     | 1991年8月30日-9月11日   | 广东广州     |                            | 广州进出口商品交易会展馆   |                                      |
| 第五届     | 1992年10月11日-10月22日 | 四川成都     |                            |                            |                                      |
| 第六届     | 1994年10月6日-10月17日  | 湖北武汉     |                            | 武汉展览馆                 |                                      |
| 第七届     | 1996年11月8日-11月18日  | 广东深圳     |                            | 深圳书城                   |                                      |
| 第八届     | 1997年8月30日-9月8日    | 吉林长春     |                            | 长春国际展览中心           |                                      |
| 第九届     | 1998年10月9日-10月20日  | 陕西西安     |                            | 陕西国际展览中心           |                                      |
| 第十届     | 1999年9月24日-10月5日   | 湖南长沙     |                            | 湖南省展览馆               |                                      |
| 第十一届   | 2000年10月12日-10月22日 | 江苏南京     |                            | 南京国际展览中心           |                                      |
| 第十二届   | 2001年9月15日-9月25日   | 云南昆明     |                            | 昆明国际会展中心           | 大理、丽江、玉溪、西双版纳           |
| 第十三届   | 2002年10月18日-10月28日 | 福建福州     |                            | 福州国际会展中心           | 厦门、南平、龙岩                     |
| 第十四届   | 2004年5月12日-5月22日   | 广西桂林     |                            | 桂林国际会展中心           | 南宁、柳州、百色、北海               |
| 第十五届   | 2005年5月18日-5月28日   | 天津         | 精卫奋起 月季迎客 书市繁荣 | 天津国际展览中心           |                                      |
| 第十六届   | 2006年6月16日-6月21日   | 新疆乌鲁木齐 | 新疆好地方 书香满天山      | 新疆国际博览中心           | 伊犁、喀什、吐鲁番、阿勒泰、石河子   |
| 第十七届   | 2007年4月25日-5月1日    | 重庆         | 书汇重庆 香溢中国          | 重庆国际博览中心           |                                      |
| 第十八届   | 2008年4月26日-5月2日    | 河南郑州     | 书香中原 博览天下          | 郑州国际会展中心           | 洛阳、开封、安阳                     |
| 第十九届   | 2009年4月25日-4月29日   | 山东济南     | 齐鲁文脉 华夏书香          | 济南国际会展中心           | 青岛、曲阜                           |
| 第二十届   | 2010年4月24日-4月28日   | 四川成都     | 蜀韵书香 悦读天下          | 成都世纪城新国际会展中心   | 绵阳、广安、乐山                     |
| 第二十一届 | 2011年5月27日-5月30日   | 黑龙江哈尔滨 | 书博天下 智汇龙江          | 哈尔滨国际会议展览体育中心 | 齐齐哈尔、牡丹江、佳木斯、大庆、鸡西 |
| 第二十二届 | 2012年6月1日-6月4日     | 宁夏银川     | 书博塞上 智惠天下          | 银川国际会展中心           | 石嘴山、吴忠、中卫、固原             |
| 第二十三届 | 2013年4月19日-4月22日   | 海南海口     | 书香椰韵 魅力海南          | 海南国际会展中心           | 三亚、儋州、万宁                     |
| 第二十四届 | 2014年8月1日-8月4日     | 贵州贵阳     | 文耀贵州 书博天下          | 贵阳国际会展中心           | 贵阳孔学堂、遵义、安顺、黔东南       |
| 第二十五届 | 2015年9月25日-9月27日   | 山西太原     | 文华三晋 书香九州          | 中国（太原）煤炭交易中心   | 大同、长治、运城                     |
| 第二十六届 | 2016年7月28日-7月30日   | 内蒙古包头   | 阅草原文化 品华夏书香      | 包头国际会展中心           | 乌海、乌兰察布                       |
| 第二十七届 | 2017年5月1日-6月3日     | 河北廊坊     | 承燕赵文脉 启盛世书香      | 廊坊国际会展中心           | 唐山                                 |
| 第二十八届 | 2018年7月19日-7月22日   | 广东深圳     | 新时代 新阅读              | 深圳会展中心               | 罗湖、福田、南山、宝安、龙岗         |
| 第二十九届 | 2019年7月27日-7月30日   | 陕西西安     | 礼赞新中国 书香新丝路      | 西安曲江国际会展中心       | 延安、铜川                           |